# Dean Fedorchuk
Dean Fedorchuk (* 28. Juli 1970 in Winnipeg, Manitoba) ist ein ehemaliger kanadischer Eishockeyspieler und derzeitiger -trainer. Von April bis Oktober 2023 war er als Cheftrainer der Bietigheim Steelers in der DEL2 tätig.

## Karriere

### Als Spieler
Fedorchuk begann seine Karriere in der Saison 1990/91 in der National Collegiate Athletic Association für die University of Alaska Fairbanks, wo er vier Jahre spielte. Sein nächster Verein waren die Dayton Bombers aus der East Coast Hockey League.
Danach wechselte er zu den Kalamazoo Wings in die International Hockey League, ehe er zur Saison 1995/96 nach Deutschland kam, um für den EHC Neuwied in der 1. Liga zu spielen. Mit dem Verein gewann Fedorchuk in den Saisons 1996/97 und 1997/98 die Meisterschaft und zudem 1997 den DEB-Ligapokal. Nachdem der EHC Neuwied in der Saison 1999/00 Insolvenz anmeldete, wechselte er innerhalb der 2. Bundesliga zu den Heilbronner Falken. Ein Jahr später spielte Fedorchuk für den Ligakonkurrenten SC Bietigheim-Bissingen, ehe er ab der Saison 2001/02 in den Reihen dänischer Eishockeyvereine in der AL-Bank Ligaen auflief. Dort spielte er zwei Jahre lang für die Vojens Lions, die sich daraufhin in IK Sønderjylland umbenannten und schließlich von 2004 bis 2006 nach der Übernahme des Clubs durch den Sportverein Sønderjysk Elitesport für deren neugeschaffene Eishockeyabteilung SønderjyskE Ishockey. Von 2006 bis 2008 spielte der Kanadier für dessen Ligarivalen Odense Bulldogs.

### Als Trainer und Funktionär
Nach seiner Spielerkarriere bei den Bulldogs trainierte er den Verein noch bis Januar 2010 und wurde anschließend Manager. Zur Saison 2010/11 sollte er Trainer der Kassel Huskies in der DEL werden. Der Club wurde jedoch vor Saisonbeginn aus der DEL ausgeschlossen. Zwischen dem 31. Januar 2011 und Saisonende war Fedorchuk Cheftrainer des DEL-Clubs Straubing Tigers, wobei er den entlassenen Jürgen Rumrich ersetzte. Zwischen 2011 und 2013 war Fedorchuk als Scout für die Winnipeg Jets tätig. Anschließend wurde er vom KHL Medveščak Zagreb als Assistenztrainer verpflichtet und war dort bis zum Ende der Saison 2014/15 im Amt.
Ende Juni 2017 wurde er als Assistenztrainer von Fribourg-Gottéron aus der National League A verpflichtet. Im Oktober 2019 wurde er nach einer Niederlagenserie freigestellt. In der Saison 2021/22 war er als Assistenztrainer bei den SCL Tigers angestellt. Von April bis Oktober 2023 war Fedorchuk als Cheftrainer der Bietigheim Steelers in der DEL2 tätig.

## Erfolge
- Meister der 1. Liga 1996/97
- Meister der 1. Liga 1997/98
- DEB-Ligapokalsieger 1997
- Dänischer Meister 2005/06